# Rudi Paret
Rudolf Paret (Wittendorf, 3 aprile 1901 – Tubinga, 31 gennaio 1983) è stato un filologo, islamista e traduttore tedesco.
Della sua produzione scientifica viene ricordata, tra le altre cose, una traduzione in lingua tedesca del Corano.

## Biografia
Rudi Paret era uno dei cinque figli del pastore protestante Wilhelm Paret (di Wittendorf) e di Maria Müller, figlia di un orologiaio di Tübingen.
I suoi fratelli Karl e Alfred morirono nella prima guerra mondiale e Rudi Paret studiò dal 1916 nel Seminario Teologico di  Schöntal e Urach e dal 1920 studiò in qualità di borsista Teologia evangelica presso l'Università di Tübingen. I suoi interessi furono però assorbiti dalla Semitistica e si laureà nel 1924 con Enno Littmann con una tesi sul romanzo popolare arabo della Sīrat Sayf ibn Ḏhī Jazan. Conseguì l'abilitazione all'insegnamento due anni più tardi, con un elaborato di approfondimento sullo stesso tema, intitolato Ein arabischer Volksroman e, dopo essere stato in Egitto nel biennio 1924-25, portò a compimento nel 1926 una terza opera su un altro romanzo popolare: Der Ritter-Roman von ʿUmar an-Nuʿmān und seine Stellung zur Sammlung von Tausendundeine Nacht. Ein Beitrag zur arabischen Literaturgeschichte.
Ricoprì poi il posto di Assistente a Tübingen e la sua carriera accademica lo portò poi, nel 1930, all'Università di Heidelberg, dove inizialmente assunse un incarico d'insegnamento e nel 1939 divenne professore associato. Nel 1940 venne nominato per svolgere i corsi di "Semitistica e di "Islamistica" presso la Università di Bonn. Fu membro dell'Istituto per lo Studio e l'eliminazione dell'influenza ebraica dalla vita della Chiesa tedesca (Institut zur Erforschung und Beseitigung des jüdischen Einflusses auf das deutsche kirchliche Leben) della filo-nazista, razzista e antisemita Deutsche Christen a Eisenach.
Dal 1941 lavorò come interprete di arabo nell'Afrika Korps. Fu preso come prigioniero di guerra dalle forze statunitensi e fu internato negli Stati Uniti, dai quali tornò nel 1946.
Nel 1948 si sposò con la figlia di Walter Küppers e nel 1951 tornò a Tübingen, sotto la guida scientifica di Enno Littmann, nel locale Dipartimento di Studi semitici e islamici. Nel semestre estivo del 1968 andò in pensione e nel 1980 divenne membro corrispondente dell'Accademia bavarese delle scienze (Bayerische Akademie der Wissenschaften).
Paret è principalmente conosciuto per la sua traduzione del Corano, pubblicata la prima volta nel 1962. Essa è tuttora la traduzione tedesca più autorevole e Paret utilizzò qui per la prima volta una moderna metodologia, perfettamente in linea con la ricerca storico-critica relativa alla tradizione biblica.
Sebbene la traduzione di Paret sia ampiamente apprezzata sotto il profilo scientifico, essa ha però anche trovato alcuni critici, tra cui Stefan Wild e il suo allievo Navid Kermani. Lo studioso islamista Hartmut Bobzin, tuttavia, definisce la traduzione di Paret, nella prefazione del suo libro Il Corano (Beck, 2004), "filologicamente la più corretta".

## Opere scelte
- (Traduzione) Der Koran, Stuttgart, Kohlhammer, 1966 (20049); ISBN 3-17-018328-1
- Der Koran, Kommentar und Konkordanz, Stuttgart, Kohlhammer, 1971 (20057); ISBN 3-17-018990-5
- Der Koran, übersetzt, kommentiert und eingeleitet von Rudi Paret, Directmedia Publishing, Berlin, 2001, Elektronische Ressource, ISBN 3-89853-146-5
- Mohammed und der Koran, Stuttgart, Kohlhammer, 1957 (20059); ISBN 3-17-018839-9
- Die Welt des Islam und die Gegenwart, Stuttgart, Kohlhammer, 1961
- The Study of Arabic and Islam at German Universities. German Orientalists since Theodor Nöldeke, Wiesbaden, Franz Steiner Verlag, 1968
- (a cura, con Anton Schall), Enno Littmann: Ein Jahrhundert Orientalistik. Lebensbilder aus der Feder von Enno Littmann und Verzeichnis seiner Schriften, Wiesbaden, 1955, S. 46-51